# Lycksele kommun
Lycksele kommun är en kommun i Västerbottens län i landskapet Lappland i Sverige. Centralort är Lycksele.
Kommunen är belägen i norrlandsterrängens område, men i sydväst övergår kommunen i ett förfjällsområde. Genom kommunen rinner Umeälven och Vindelälven. Gruv- och skogsnäringarna har långa traditioner i kommunen, vars näringsliv i övrigt karakteriseras av småindustrier. 
Sedan kommunen bildades 1971 har befolkningstrenden varit negativ. I samband med valet 2018 skedde ett historiskt maktskifte där Socialdemokraterna fick lämna makten efter 48 år, då till Alliansen.

## Administrativ historik
Kommunens område motsvarar Lycksele socken och Örträsks socken (från 1895). När kommunreformen 1862 genomfördes i Lappland 1874/1875 bildades Lycksele landskommun och Örträsks landskommun bildades 1895 genom en utbrytning ur denna.
Lycksele (kyrkplats) och Lycksele marknadsplats municipalsamhällen inrättades 6 juni 1884. Det senare upplöstes och upplöstes 29 februari 1924. 1929 bildades Lycksele köping genom en utbrytning ur Lycksele landskommun varvid Lycksele municipalsamhälle upplöstes. Köpingskommunen ombildades 1946 till Lycksele stad.
Kommunreformen 1952 påverkade inte indelningarna i området, då varken Västerbottens eller Norrbottens län berördes av reformen.
Lycksele kommun bildades vid kommunreformen 1971 av Lycksele stad, Lycksele landskommun och Örträsks landskommun.
Kommunen ingår sedan bildandet i Lycksele domsaga.
Kommunen ingår sedan 2010 i Förvaltningsområdet för samiska, kommunnamnet på samiska är  Liksjuon kommuvdna .

## Geografi
Kommunen ligger mitt i Västerbottens län, och gränsar i söder till kommunerna Bjurholm och Åsele, i väster till Vilhelmina och Storumans kommuner, i norr till Sorsele, Malå och Norsjö kommuner samt i öster till Vindelns kommun. 

### Topografi och hydrografi
Kommunen är belägen i norrlandsterrängens område, men i sydväst övergår kommunen I ett förfjällsområde. Revsundsgranit med mindre inslag av omvandlade sedimentära bergarter utgör berggrunden. Till största del är kommunens yta klädd med morän- och myrmark och täckt med skog. Berggrunden har nordväst–sydöstliga spricklinjer som älv- och sjösystemen följer. I dessa förekommer  omfattande isälvsavlagringar. Den välbevarade och oreglerade Vindelälvens dalgång uppvisar såväl äldre deltaplan som älvterrasser. Umeälven rinner från nordväst genom kommunen och vidare till grannkommunen i sydöst. Öreälven från väster om Lycksele med lugna vatten och deltan rinner ner till länets södra del ut i havet.Rockträskheden ligger i östligaste Lycksele och bjuder på "ett komplext landskap som präglas av former som strandvallar och svallade partier, bildade vid högsta kustlinjen".

### Naturskydd
År 2022 fanns 59 naturreservat i Lycksele kommun. Som exempel kan nämnas Abborravan, som även är klassat som Natura 2000-område. I reservatet växer den sällsynta växten vattenaloe. Andra exempel är Gammplatsen med 400 till 500 år gamla tallar och Bäckmyränget med växter som  trådticka och stor aspticka. I Tuggenbäcken, som rinner genom reservatet östra del, finns flodpärlmussla.

### Administrativ indelning
Fram till 2016 var kommunen för befolkningsrapportering indelad i en enda församling: Lycksele församling

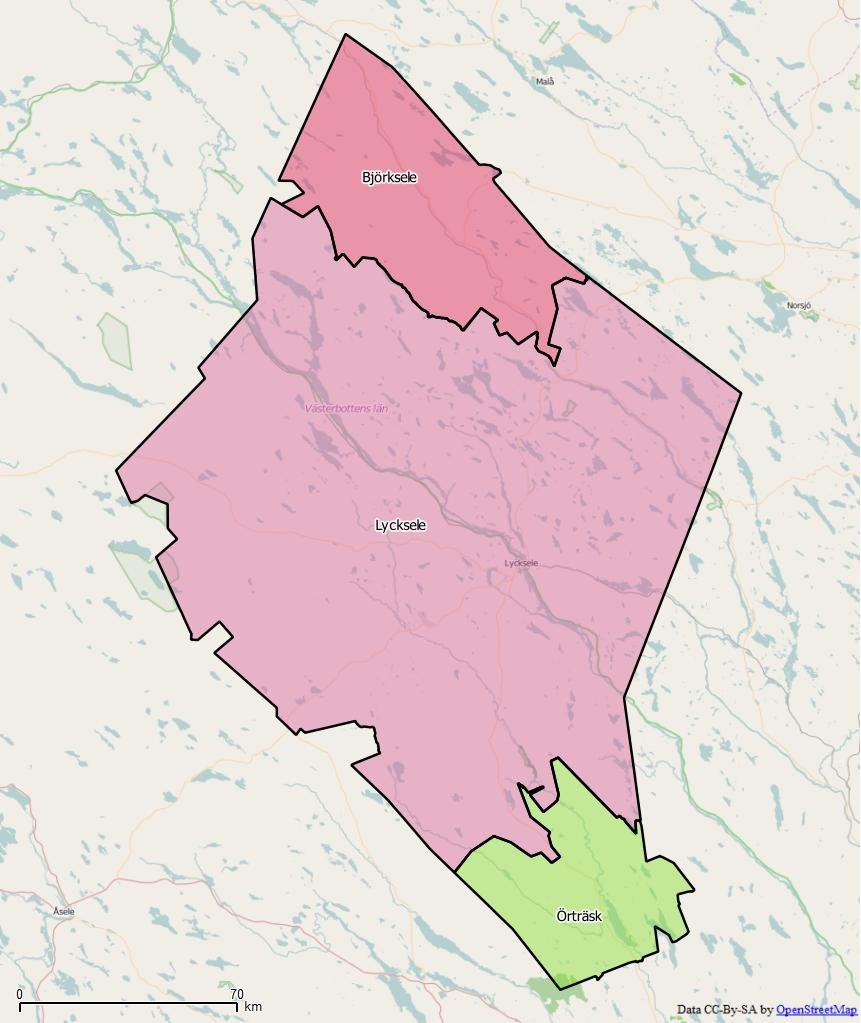
Distrikt inom Lycksele kommun

Från 2016 indelas kommunen istället i tre distrikt – Björksele, Lycksele och Örträsk.

### Tätorter
År 2020 bodde 73,8 procent av kommunens invånare i någon av kommunens tätorter, vilket var lägre än motsvarande siffra för riket där genomsnittet var 87,6 procent. Vid Statistiska centralbyråns tätortsavgränsning 2020 fanns det tre tätorter i Lycksele kommun:
| Nr | Tätort   | Folkmängd |
| -- | -------- | --------- |
| 1  | Lycksele | 8 660     |
| 2  | Hedlunda | 227       |
| 3  | Rusksele | 208       |

Centralorten är i fet stil.
Kommunen hade den 31 december 2017 en befolkningstäthet på 2,2 invånare per km², medan den i riket var 24,8 inv/km².

## Styre och politik

### Styre
Mandatperioden 2010 till 2014 styrdes kommunen av de rödgröna.
Trots att Socialdemokraterna backade i valet 2014 fortsatte partiet att styra i en knapp majoritetskoalition med Vänsterpartiet. I samband med valet 2018 skedde ett historiskt maktskifte där Socialdemokraterna fick lämna makten efter 48 år, då makten fick lämnas över till Alliansen.

### Kommunfullmäktige

#### Presidium
| Presidium 2022–2026    | Presidium 2022–2026 | Presidium 2022–2026 |
| ---------------------- | ------------------- | ------------------- |
| Ordförande             | KD                  | Thomas Jacobsson    |
| Förste vice ordförande | S                   | Erik Genberg        |
| Andre vice ordförande  | M                   | Ewa Stuge           |

#### Mandatfördelning 1970–2022
| 22 |  | 6 | 9 | 4 | 3 |

| 42 |

| 23 | 7 | 8 | 4 | 3 |

| 38 | 7 |

| 2 | 22 | 7 | 7 | 4 | 3 |

| 36 | 9 |

| 3 | 22 | 6 | 7 | 4 | 3 |

| 33 | 12 |

| 2 | 24 | 6 | 5 | 4 | 4 |

| 31 | 14 |

| 3 | 23 | 4 | 7 | 4 | 4 |

| 29 | 16 |

| 4 | 22 | 4 | 6 | 5 | 4 |

| 28 | 17 |

| 4 | 20 | 4 | 6 | 6 | 5 |

| 27 | 18 |

| 5 | 24 | 3 | 5 | 4 | 4 |

| 23 | 22 |

| 5 | 19 |  | 2 | 5 | 5 | 4 |

| 19 | 22 |

| 4 | 19 |  | 3 | 6 | 5 | 3 |

| 24 | 17 |

| 3 | 21 | 3 | 4 | 4 | 6 |

| 23 | 18 |

| 3 | 20 |  | 2 | 4 | 4 | 7 |

| 24 | 17 |

| 3 | 13 |  | 2 | 3 | 3 | 6 |

| 17 | 14 |

| 2 | 11 | 2 | 2 | 2 | 6 | 6 |

| 14 |  | 16 |

| 2 | 11 | 2 |  |  | 10 | 4 |

| 14 |  | 16 |

### Nämnder

#### Kommunstyrelse
Totalt har kommunstyrelsen 11 ledamöter.
| Presidium 2022–2026    | Presidium 2022–2026 | Presidium 2022–2026     |
| ---------------------- | ------------------- | ----------------------- |
| Ordförande             | KD                  | Roland Sjögren          |
| Förste vice ordförande | M                   | Anna Ackemo             |
| Andre vice ordförande  | S                   | Ann-Charlott Liljeström |

#### Lista över kommunstyrelsens ordförande
- Carl Schmidt, Moderaterna, 1 januari 1971–31 december 1973[22]
- Bertil Berggren, Socialdemokraterna, 1 januari 1974–4 september 1977[22]
- Erik Gåfvels, Socialdemokraterna, 5 september 1977–31 december 1991[22]
- Bert-Ove Bäckman, Socialdemokraterna, 1 januari 1992–2000[23][22]
- Lilly Bäcklund, Socialdemokraterna, 2000–2018[24]
- Christer Rönnlund, Moderaterna, oktober 2018–31 december 2019[25]
- Roland Sjögren, Kristdemokraterna, 1 januari 2020–

Denna lista hämtas från Wikidata. Informationen kan ändras där.

#### Övriga nämnder
| Nämnd              | Ordförande | Ordförande        | Vice ordförande | Vice ordförande       |
| ------------------ | ---------- | ----------------- | --------------- | --------------------- |
| Socialnämnden      | M          | Ewa Stuge         | S               | Maria Karlsson        |
| Utbildningsnämnden | KD         | Betty-Ann Nilsson | S               | Lars Ohlsson          |
| Myndighetsnämnden  | KD         | Andreas Blomqvist | S               | Stig-Lennart Karlsson |
| Valnämnden         | KD         | Umberto Bjuhr     | S               | Ingrid Ölmebäck       |

### Internationella relationer
Lycksele kommun har fyra vänorter:
- Vefsn, Norge
- Paldamo och Etseri, Finland
- Olonets, Ryssland

Efter Rysslands invasion av Ukraina 2022 meddelande kommunen i ett pressmeddelande att ”Med anledning av Rysslands militära angrepp på den demokratiska och självständiga staten Ukraina vill Lycksele kommun understryka att inget samarbete med Ryssland för närvarande är aktuellt”.
Förutom vänortssamarbete ingår det kommunala bolaget LAVAB i ett internationellt demokratisamarbete genom programmet Kommunala partnerskap som finansieras av Sida. År 2021 till 2024 pågår, inom ramen för detta, ett samarbete med Homa Bay County i Kenya. Samarbetet är en del av kommunens arbete med Agenda 2030.

## Ekonomi och infrastruktur

### Näringsliv
Gruv- och skogsnäringarna har långa traditioner i kommunen. I centralorten har skogsbolagen SCA Skog AB och Holmen Skog AB förvaltningskontor och gruvbolaget Boliden Mineral AB har malmbrytning i Kristineberg. Andra företag som märks är Texor AB som arvetar med ventiler för mejeri- och livsmedelsindustrin, Sokigo AB som arbetar med geografisk informationteknik och träindustrin Hedlunda Industri Lycksele AB. Förutom dessa karakteriseras näringslivet av småindustrier vilka främst är inriktade på träförädling och verkstadsmekanisk produktion. Kommunen var 2020 den största arbetsgivaren med 1 439 anställda och största privata arbetsgivare samma år var Boliden med 175 anställda.

#### Energi och råvaror
I kommunen finns sju vattenkraftverk som tillsammans producerar 294,6 MW, 1420 GWh. Kraftverken Betsele, Bålforsen, Hällforsen, Rusfors och Tuggen finns i Umeälven medan Bratten och Storforsen finns i Öreälven. I området Blakliden Fäbodberget, som även går in i Åsele kommun, finns Vattenfalls största landbaserade vindkraftspark. Parken inkluderar 84 vindkraftverk.
Skelleftefältet går in i kommunens område och inkluderar exempelvis Kristineberg. Där finns komplexmalm som innehåller zink, koppar, bly, guld och silver. I Fäbodliden finns förekomster av guld. År 2022 meddelande dock Mark- och miljödomstolen att brytning av guldet inte är tillåtet.

#### Turism

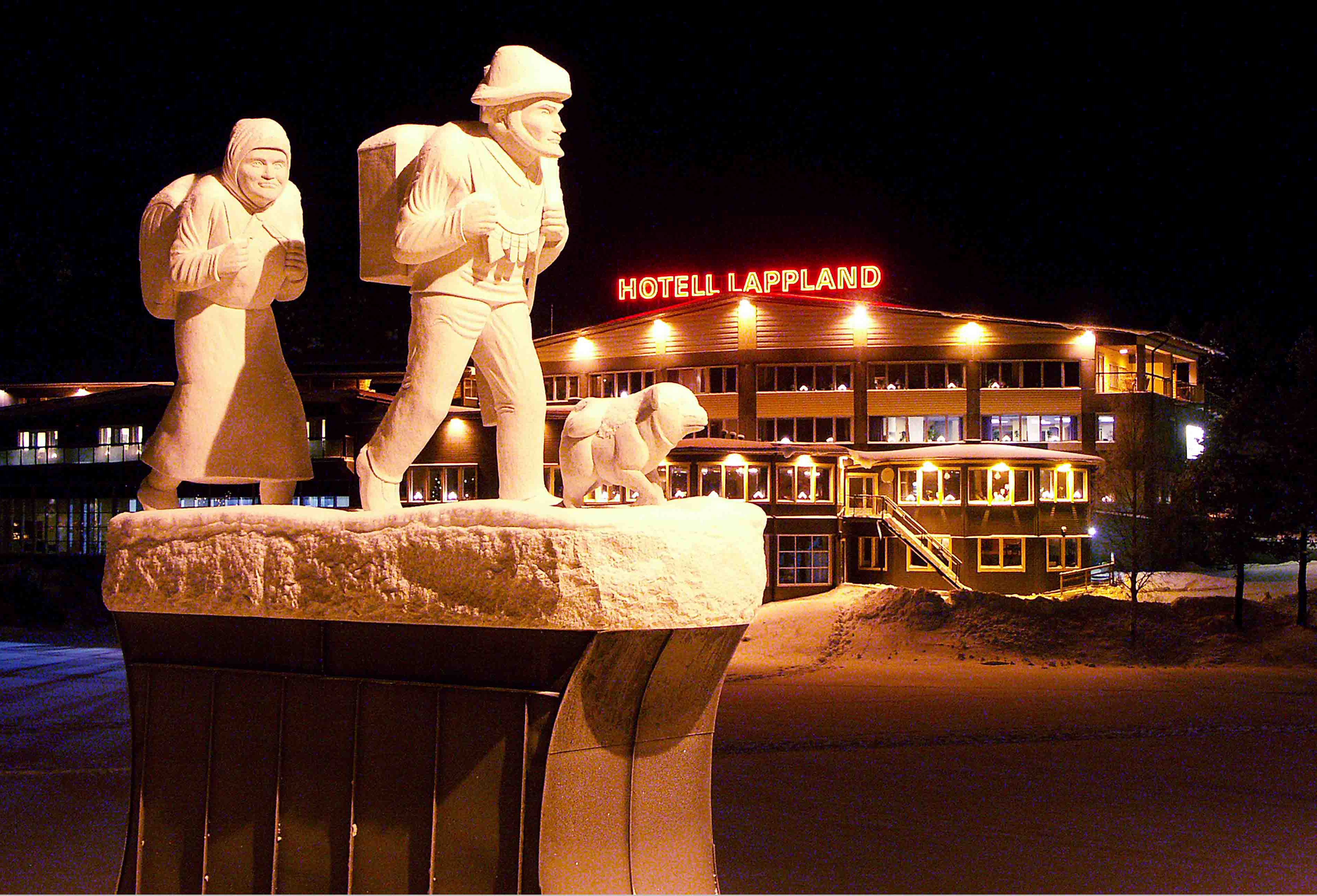
Minnesmärke över nybyggarna som byggde Lycksele.

I kommunen finns Norrlands största turistanläggning, Lycksele djurpark, som också är Sveriges nordligaste djurpark. Djurparken besöks under ett normalår av 1 200-1 500 besökare per dag under sommaren. Varje år arrangeras Motorveckan som lockar upp mot 70 000 besökare under det nio dagar långa evenemanget. Den mindre Hästveckan, lockar årligen 10 000 besökare, och pingströrelsens stora mötesplats i norra Sverige, Lapplandsveckan, lockar även den tusentals besökare.
Hotell Lappland nominerades 2017 till Tillväxtverkets Stora turismpris.

### Infrastruktur

#### Transporter
Längs Umeälven går Europaväg 12, även kallad Blå vägen. Kommunen genomkorsas även av länsvägarna 353, 360, 363 och 365. Länsväg 363 går parallellt med Vindelälven.
Från Lycksele flygplats, som ligger fem kilometer från centralorten, går reguljär flygtrafik till Arlanda. Flygen upphandlas av Trafikverket.

## Befolkning

### Demografi

#### Befolkningsutveckling
Kommunen har 12 118 invånare (31 december 2024), vilket placerar den på 186:e plats avseende folkmängd bland Sveriges kommuner. 
Mellan 1970 och 2015 minskade befolkningen i Lycksele kommun med 17,6 % jämfört med hela Sveriges befolkning som under samma period ökade med 18,0 %.
| Befolkningsutvecklingen i Lycksele kommun 1810–2020 | Befolkningsutvecklingen i Lycksele kommun 1810–2020 | Befolkningsutvecklingen i Lycksele kommun 1810–2020 | Befolkningsutvecklingen i Lycksele kommun 1810–2020 | Befolkningsutvecklingen i Lycksele kommun 1810–2020 |
| --- | --------------------------------------------------- | --------------------------------------------------- | --------------------------------------------------- | --------------------------------------------------- |
| |                                                     |                                                     |                                                     |                                                     |
| År |                                                     |                                                     | Folkmängd                                           |                                                     |
| 1810 | 1810                                                |                                                     | 2 166                                               |                                                     |
| 1850 | 1850                                                |                                                     | 3 404                                               |                                                     |
| 1900 | 1900                                                |                                                     | 8 095                                               |                                                     |
| 1910 | 1910                                                |                                                     | 9 095                                               |                                                     |
| 1920 | 1920                                                |                                                     | 10 210                                              |                                                     |
| 1930 | 1930                                                |                                                     | 11 960                                              |                                                     |
| 1940 | 1940                                                |                                                     | 13 748                                              |                                                     |
| 1950 | 1950                                                |                                                     | 15 036                                              |                                                     |
| 1960 | 1960                                                |                                                     | 16 618                                              |                                                     |
| 1970 | 1970                                                |                                                     | 14 769                                              |                                                     |
| 1975 | 1975                                                |                                                     | 14 692                                              |                                                     |
| 1980 | 1980                                                |                                                     | 14 493                                              |                                                     |
| 1985 | 1985                                                |                                                     | 14 069                                              |                                                     |
| 1990 | 1990                                                |                                                     | 14 177                                              |                                                     |
| 1995 | 1995                                                |                                                     | 13 960                                              |                                                     |
| 2000 | 2000                                                |                                                     | 13 058                                              |                                                     |
| 2005 | 2005                                                |                                                     | 12 701                                              |                                                     |
| 2010 | 2010                                                |                                                     | 12 376                                              |                                                     |
| 2015 | 2015                                                |                                                     | 12 177                                              |                                                     |
| 2020 | 2020                                                |                                                     | 12 324                                              |                                                     |
| Anm: Uppgifterna 1810-1960 är tagna från Umeå universitets folkmängdsdatabas och avser befolkningen inom Lycksele kommuns nuvarande område. Uppgifterna 1970-2015 avser förhållandena den 31 december enligt den kommunala indelningen den 1 januari året efter. |                                                     |                                                     |                                                     |                                                     |

#### Utländsk bakgrund
Andelen med utländsk bakgrund var 31 december 2016 10,9 % av befolkningen, vilket är under riksgenomsnittet på 22 %.
Den 31 december 2016 utgjorde antalet invånare med utländsk bakgrund (utrikes födda personer samt inrikes födda med två utrikes födda föräldrar) 1 331, eller 10,92 % av befolkningen (hela befolkningen: 12 187 den 31 december 2016). Den 31 december 2002 utgjorde antalet invånare med utländsk bakgrund enligt samma definition 761, eller 5,91 % av befolkningen (hela befolkningen: 55 047 den 31 december 2002).
| Bakgrund den 31 december 2016                             | Antal  | Andel   | Varav män | Kvinnor |
| --------------------------------------------------------- | ------ | ------- | --------- | ------- |
| Utrikes födda                                             | 1 125  | 9,23 %  | 563       | 562     |
| Inrikes födda med två utrikes födda föräldrar             | 206    | 1,69 %  | 102       | 104     |
| Inrikes födda med en inrikes och en utrikes född förälder | 468    | 3,84 %  | 228       | 240     |
| Inrikes födda med två inrikes födda föräldrar             | 10 388 | 85,24 % | 5 228     | 5 160   |

#### Invånare efter de vanligaste födelseländerna
Denna tabell redovisar födelseland för Lycksele kommuns invånare enligt den statistik som finns tillgänglig från Statistiska centralbyrån (SCB). SCB redovisar endast födelseland för de fem nordiska länderna samt de 12 länder med flest antal utrikes födda i hela riket. En person som inte kommer från något av de här 17 länderna har istället av SCB förts till den världsdel som födelselandet tillhör. Personer födda i Sovjetunionen samt de personer med okänt födelseland är också medtagna i statistiken.
| Födelseland 31 december 2017 | Födelseland 31 december 2017      | Födelseland 31 december 2017 | Födelseland 31 december 2017 | Födelseland 31 december 2017 |
| ---------------------------- | --------------------------------- | ---------------------------- | ---------------------------- | ---------------------------- |
| Nr                           | Land/världsdel                    | Antal                        | Andel                        | Andel i hela riket           |
| 1                            | Sverige                           | 11 030                       | 89,99 %                      | 81,45 %                      |
| 2                            | Afrika: Övriga länder             | 207                          | 1,69 %                       | 1,01 %                       |
| 3                            | Asien: Övriga länder              | 168                          | 1,37 %                       | 2,22 %                       |
| 4                            | Syrien                            | 122                          | 1,00 %                       | 1,70 %                       |
| 5                            | Irak                              | 85                           | 0,69 %                       | 1,39 %                       |
| 6                            | Afghanistan                       | 74                           | 0,60 %                       | 0,43 %                       |
| 6                            | Eritrea                           | 74                           | 0,60 %                       | 0,39 %                       |
| 8                            | Europeiska unionen: Övriga länder | 70                           | 0,57 %                       | 2,15 %                       |
| 9                            | Finland                           | 59                           | 0,48 %                       | 1,49 %                       |
| 10                           | Tyskland                          | 56                           | 0,46 %                       | 0,50 %                       |
| 11                           | Norge                             | 51                           | 0,42 %                       | 0,42 %                       |
| 11                           | Polen                             | 51                           | 0,42 %                       | 0,90 %                       |
| 13                           | Thailand                          | 43                           | 0,35 %                       | 0,41 %                       |
| 14                           | Europa utom EU: Övriga länder     | 36                           | 0,29 %                       | 0,77 %                       |
| 14                           | Somalia                           | 36                           | 0,29 %                       | 0,66 %                       |
| 16                           | Sydamerika                        | 26                           | 0,21 %                       | 0,70 %                       |
| 17                           | Bosnien och Hercegovina           | 21                           | 0,17 %                       | 0,58 %                       |
| 18                           | Nordamerika                       | 19                           | 0,16 %                       | 0,38 %                       |
| 19                           | Danmark                           | 9                            | 0,07 %                       | 0,40 %                       |
| 20                           | Iran                              | 6                            | 0,05 %                       | 0,73 %                       |
| 21                           | Oceanien                          | 4                            | 0,03 %                       | 0,06 %                       |
| 22                           | Island                            | 3                            | 0,02 %                       | 0,06 %                       |
| 22                           | Turkiet                           | 3                            | 0,02 %                       | 0,48 %                       |
| 24                           | Sovjetunionen                     | 2                            | 0,02 %                       | 0,06 %                       |
| 25                           | / SFR Jugoslavien/FR Jugoslavien  | 1                            | 0,01 %                       | 0,65 %                       |
| 25                           | Okänt födelseland                 | 1                            | 0,01 %                       | 0,01 %                       |

#### Utländska medborgare
Den 31 december 2016 hade 2 647 invånare (5,86 %), varav 393 män och 321 kvinnor, ett utländskt medborgarskap och saknade samtidigt ett svenskt sådant. Personer som har både utländskt och svenskt medborgarskap räknas inte av Statistiska centralbyrån som utländska medborgare.

### Språk
I kommunen finns medborgare som talar Lyckseledialekt.

## Kultur

### Museum
På Lyckseles ursprungsplats finns hembygdsområdet Gammplatsen som inkluderar Skogs- och samemuseet samt tele- och postmuseum.

### Kulturarv
År 2022 fanns 1 203 fornlämningar, som hittats i Lycksele kommun, registrerade hos Riksantikvarieämbetet. Bland dessa Lycksele kyrkstad på Gammplatsen. Samma år fanns ett byggnadsminne i kommunen, Gamla folkskolan, Magistern 1.
Ett annat kulturarv är Sankta Annas Underjordskyrka som ligger i Kristinebergsgruvan, 90 meter ner.

### Kommunvapen
Blasonering: I blått fält en upprest, tillbakaseende varghund av silver med röd beväring och däröver en av vågskura bildad ginstam av silver, belagd med ett blått besman.
1947 fastställde Kungl. Maj:t vapen för såväl Lycksele landskommun som Lycksele stad. Efter kommunbildningen 1971 registrerades stadsvapnet hos Patent- och registreringsverket för kommunen, medan landskommunens vapen med lodjur och tall blev övertaligt.
Besmanet symboliserar att Lycksele är en gammal handelsplats. Varghunden anknyter till landskapets vilda karaktär. Vågskuran visar Lyckseles läge vid Ume älv.

Lycksele stad (1947–1970) Lycksele kommun (1971-)
Lycksele landskommun (1947–1970)

### Sport
Lycksele är en föreningstät kommun med bland annat Lycksele Motorklubb med banor för rallycross, folkrace och miniracing. Det finns också en Thaiboxningsklubb; Lycksele Muay Thai.